# Communauté de communes d’Erdre et Gesvres
Die Communauté de communes d’Erdre et Gesvres ist ein französischer Gemeindeverband mit der Rechtsform einer Communauté de communes im Département Loire-Atlantique in der Region Pays de la Loire. Sie wurde am 13. Dezember 1994 gegründet und umfasst zwölf Gemeinden. Der Verwaltungssitz befindet sich im Ort Grandchamps-des-Fontaines.

## Mitgliedsgemeinden
| Gemeinde                                  | Einwohner 1. Januar 2022 | Fläche km² | Dichte Einw./km² | Code INSEE | Postleitzahl |
| ----------------------------------------- | ------------------------ | ---------- | ---------------- | ---------- | ------------ |
| Casson                                    | 2.600                    | 16,15      | 161              | 44027      | 44390        |
| Fay-de-Bretagne                           | 3.852                    | 64,81      | 59               | 44056      | 44130        |
| Grandchamps-des-Fontaines                 | 6.910                    | 33,87      | 204              | 44066      | 44119        |
| Héric                                     | 6.528                    | 73,93      | 88               | 44073      | 44810        |
| Les Touches                               | 2.619                    | 35,15      | 75               | 44205      | 44390        |
| Nort-sur-Erdre                            | 9.448                    | 66,56      | 142              | 44110      | 44390        |
| Notre-Dame-des-Landes                     | 2.335                    | 37,4       | 62               | 44111      | 44130        |
| Petit-Mars                                | 3.865                    | 25,97      | 149              | 44122      | 44390        |
| Saint-Mars-du-Désert                      | 5.435                    | 30,46      | 178              | 44179      | 44850        |
| Sucé-sur-Erdre                            | 7.457                    | 41,33      | 180              | 44201      | 44240        |
| Treillières                               | 10.414                   | 29,05      | 358              | 44209      | 44119        |
| Vigneux-de-Bretagne                       | 6.633                    | 54,68      | 121              | 44217      | 44360        |
| Communauté de communes d’Erdre et Gesvres | 68.096                   | 509,36     | 134              | –          | –            |